# Lex Thuringorum
La Lex Thuringorum era una raccolta di leggi tribali, redatta in latino e risalente al primo decennio del IX secolo, probabilmente all'802 o all'803. Il testo fu compilato quando la Turingia era una marca del regno franco ed è probabile che gli autori fossero funzionari franchi, con cui collaborarono alcuni turingi al fine di raccogliere e codificare le proprie usanze.

## Storia
Le cosiddette quattro "leggi tribali carolingie" (in tedesco karolingischen Stammesrechte), ovvero la Lex Thuringorum, la Lex Saxonum, la Lex Frisionum e la Lex Francorum Chamavorum, furono compilate nel medesimo periodo per volontà di Carlo Magno al fine di accogliere le diverse usanze legali delle nazioni che vivono nel suo impero.
Non erano riproduzioni né totalmente fedeli né complete della legge tribale, ma furono create come parte di un processo di cristianizzazione ufficiale. Lo storico Timothy Reuter sostiene che:
Essa è conservata, insieme a una copia della Lex Saxonum, in un manoscritto del X secolo, il Codex Corbeiensis.

## Contenuto
Secondo il capitolo 31 della Lex Thuringorum, le faide erano ereditabili: «Chiunque dovesse ereditare un appezzamento di terra, dovrebbe anche ricevere la corazza, cioè il pettorale, assieme alla vendetta per i parenti e il pagamento di guidrigildo.»
Karl Müllenhoff ha citato questo passaggio per dimostrare che le faide ereditabili erano un carattere esclusivo della cultura germanica. Tuttavia, studi più recenti hanno dimostrato la fallacia l'ipotesi che i codici del diritto germanico altomedievale rappresentino la pura e semplice trascrizione delle leggi germaniche. Più verosimilmente queste raccolte rappresentano la fusione di istanze tipiche sia dei costumi germanici che di quelli romani.
Nella Lex Thuringorum la gravità della pena per il crimine di rapimento (in latino raptus) è equivalente a quella per l'omicidio, un'indicazione che in passato il suo significato includesse anche lo stupro, la violenza sessuale. Secondo il capitolo 47, una donna poteva possedere denaro, ma non le era permesso di spenderlo come riteneva opportuno, né le era consentito sposarsi senza autorizzazione.

## Edizioni
- "Lex Thuringorum" Archiviato il 5 marzo 2016 in Internet Archive., ed. Claudius von Schwerin, MGH, Fontes Iuris Germanici Antiqui . Hannover: 1918.
- "Lex Angliorum et Werinorum hoc est Thuringorum" Archiviato il 14 gennaio 2018 in Internet Archive., ed. Karl Friedrich von Richthofen, MGH, Leges, I, v, 103–44. Hannover: 1875–1979.